# 坦吉帕霍阿堂区 (路易斯安那州)
坦吉帕霍阿堂區（英語：Tangipahoa Parish）是位於美國路易斯安那州東部的一個堂區，北鄰密西西比州。面積2,132平方公里。根據美國2000年人口普查，共有人口100,588人。治所阿米特城（Amite City）。
成立於1869年3月6日。堂區名以坦吉帕霍阿人（語義不明，但都與玉米相關）。